# Воке (остановочный пункт)
Во́ке (лит. Vokė, пол. Waka) — промежуточный остановочный пункт Литовских железных дорог на линиях Вильнюс — Каунас и Вильнюс — Марцинконис между станциями Панеряй (отстоит на 4 км) и Лентварис (5 км).
Платформа находится в Вильнюсе, в районе Траку Воке в 300 м от железнодорожного моста через реку Воке, по имени которой и названа. К северу от платформы находится деревня Людвинавас (Людвиново, пол. Ludwinowo), которая в 1969 году вместе с платформой Воке вошла в состав Вильнюса. В радиусе 500 м от платформы находятся 60 жилых домов.

## История
Железнодорожный мост через реку Воке был сооружён в 1862 году при строительстве железнодорожной линии Санкт-Петербург — Варшава, был взорван в 1915 во время Первой мировой войны и восстановлен в 1924 году. Пассажирские поезда со станции Вильнюс доезжали до временной платформы возле моста. Пассажиры переходили реку по пешеходному мосту и продолжали путь на другом поезде, который приходил со ст. Ландварово (ныне Лентварис). После восстановления моста временная пассажирская платформа была разобрана.
Остановочный пункт 400,68 км был открыт в 1939 году для пригородных автомотрис, которые останавливались лишь по требованию пассажира.
В расписании Литовской железной дороги от 21 января 1940 г. указан остановочный пункт 401 км, а в расписании от 1 апреля 1940 г. и на картах 1941 г. уже указан о. п. Воке.
Во время немецкой оккупации[какой?] партизанами был пущен под откос военный эшелон.
В 1974—1975 гг. проходящая через остановочный пункт железнодорожная линия Вильнюс — Каунас была электрифицирована на переменном токе.

## Пассажирское сообщение

### Пригородные поезда
По состоянию на апрель 2024 на платформе ежедневно останавливаются пригородные поезда:
- Вильнюс — Каунас (3 пары поездов).
- Вильнюс — Тракай (5—6 пар).
- Вильнюс — Варена — Марцинконис (6 пар)[14].

## Население
Перепись населения 1979 года зафиксировала 17 жителей, но ни в предыдущей, ни в последующей переписи населения о. п. Воке не упоминается.

## Фотогалерея

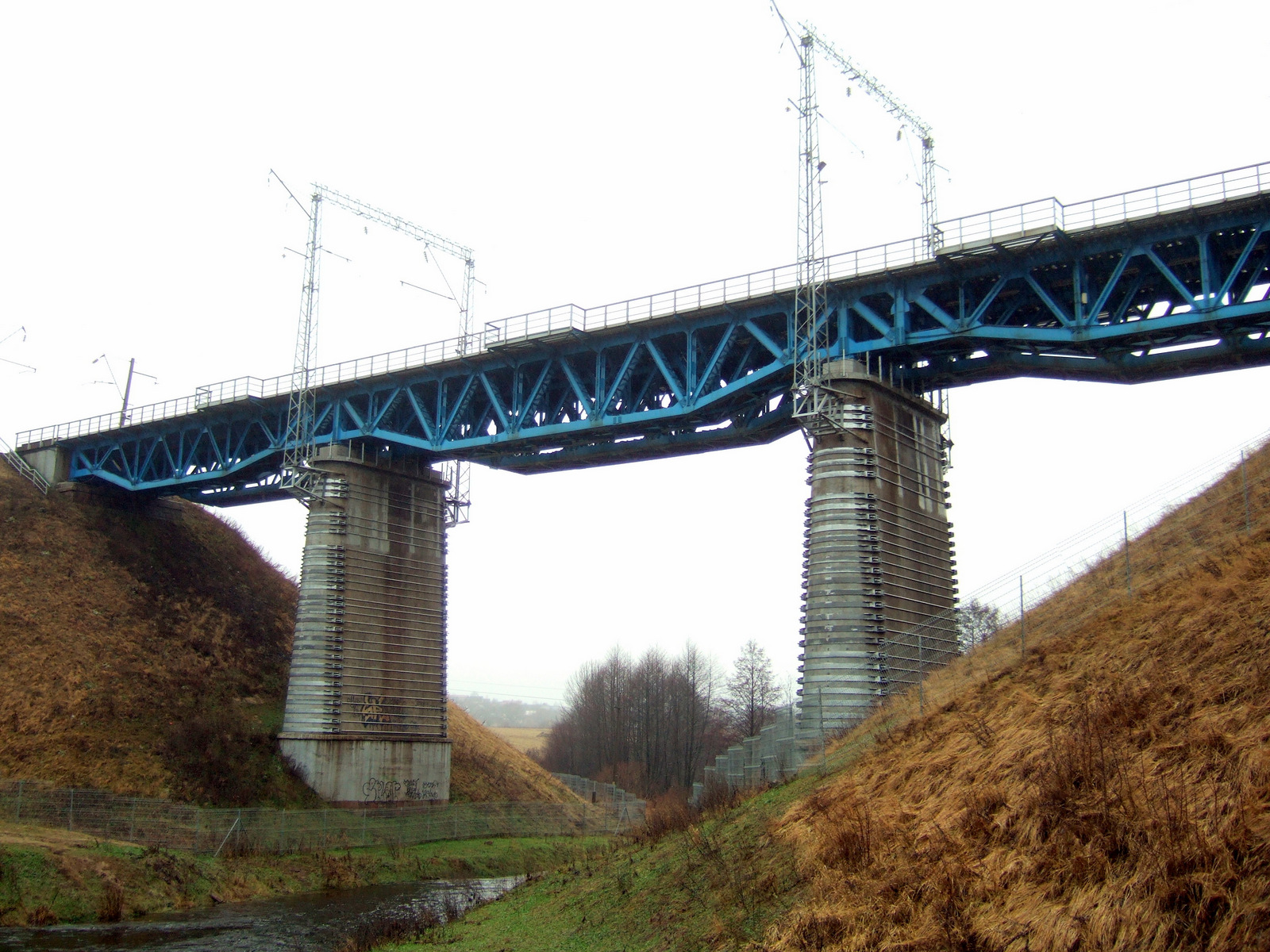
Железнодорожный мост через р. Воке к западу от платформы, 2016
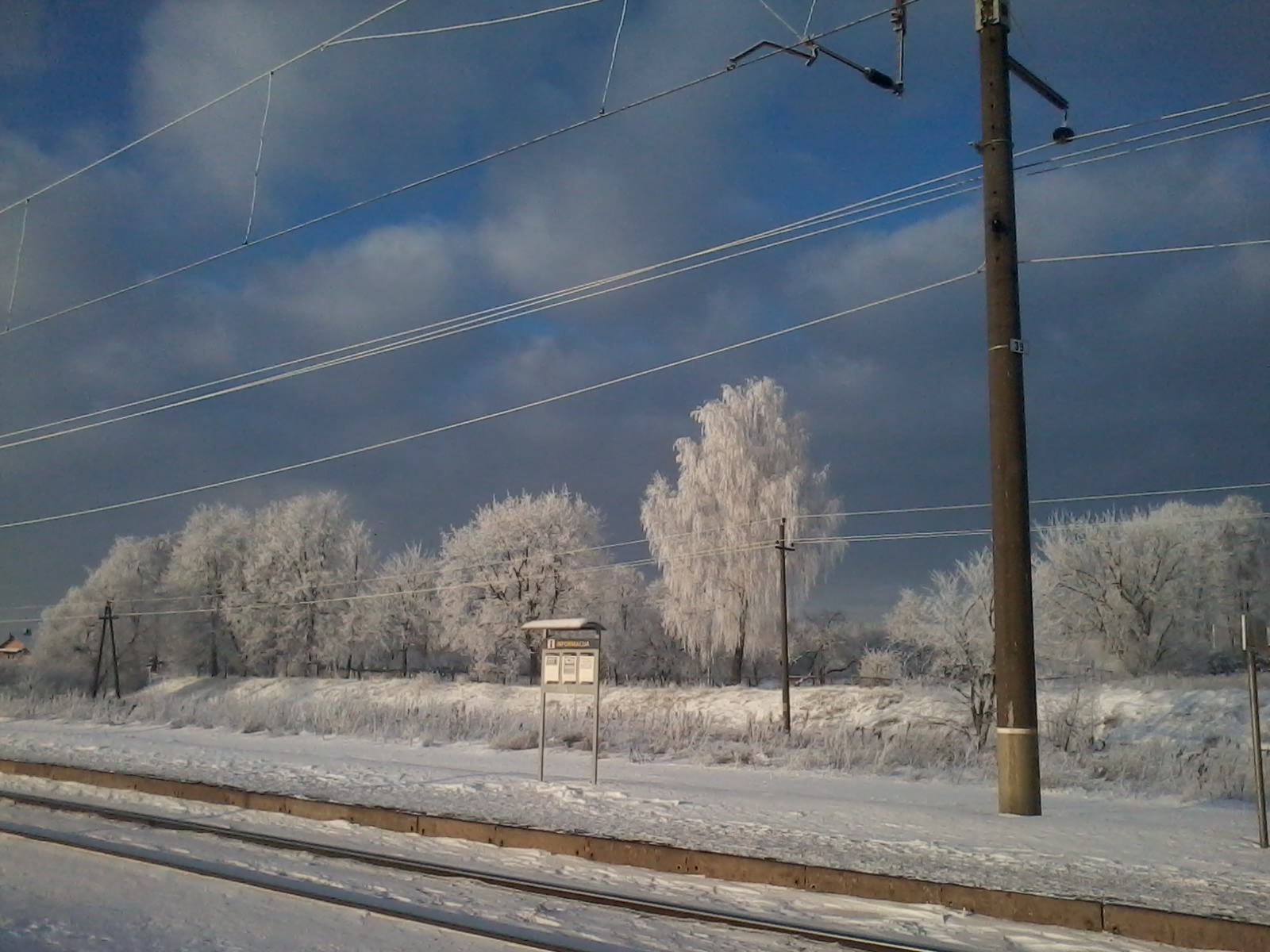
Северная платформа зимой 2016 года
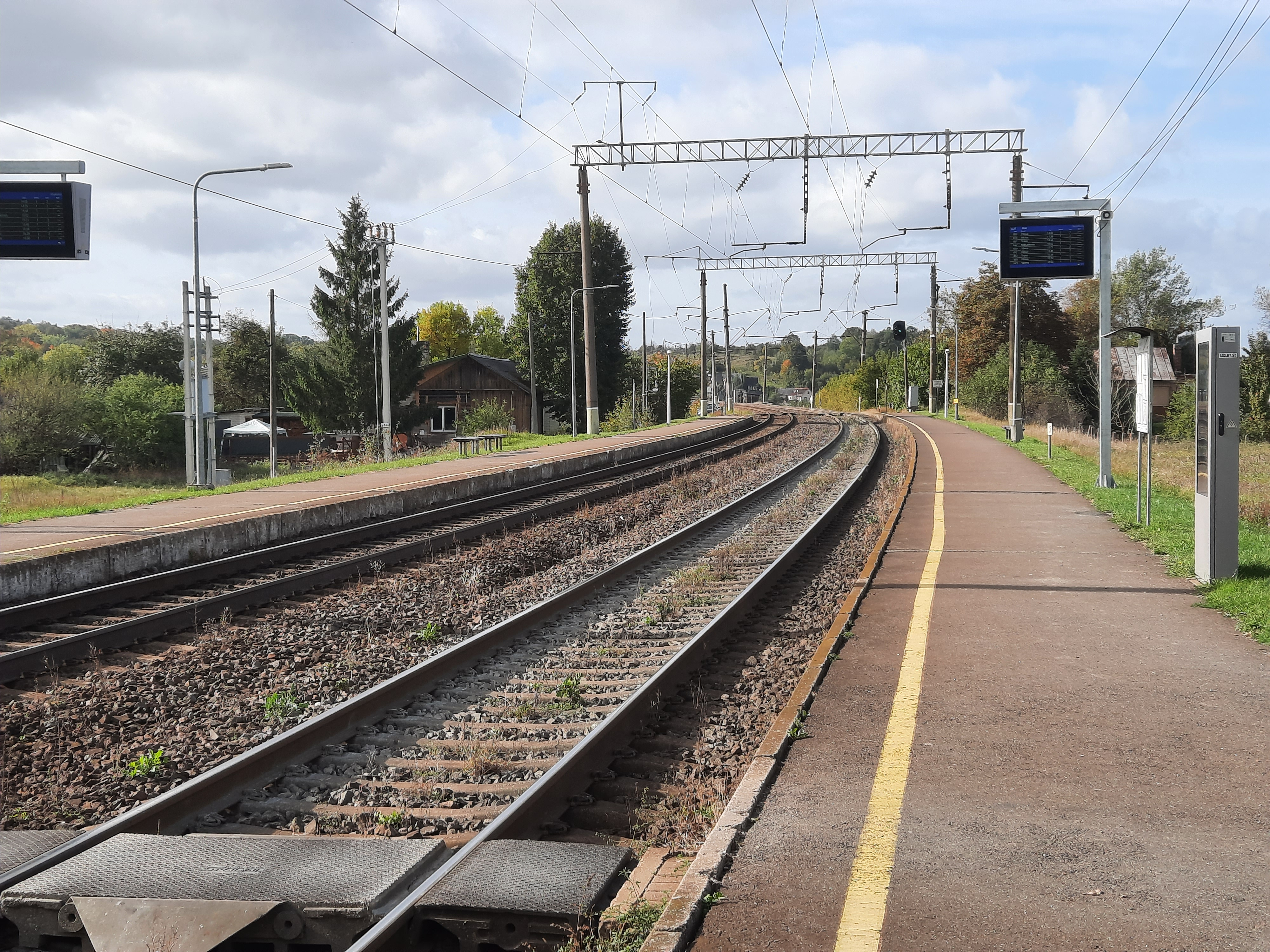
Вид на запад в сторону моста (направление на Лентварис), 2023
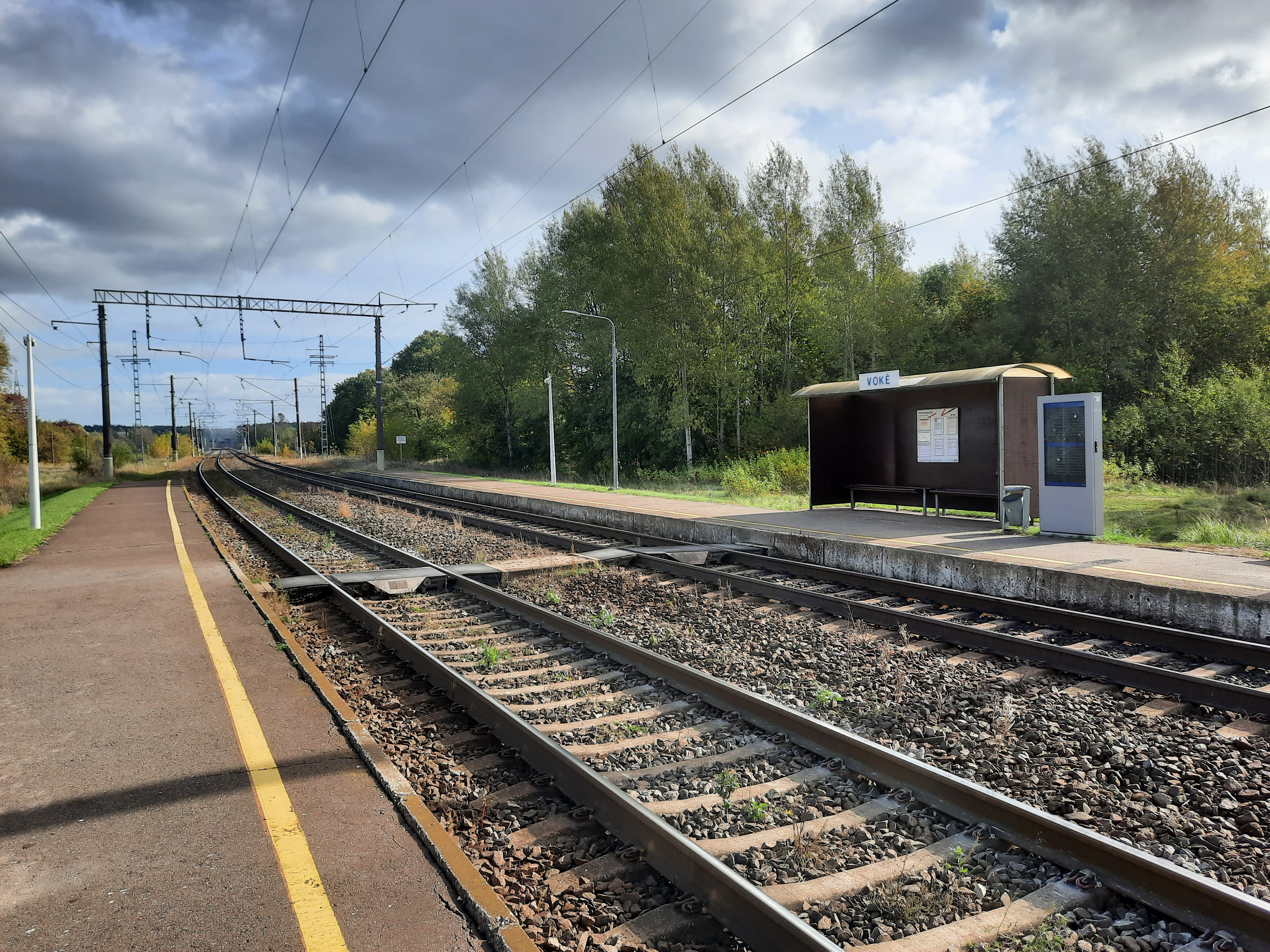
Южная платформа и пути на восток в сторону Вильнюса, 2023